# Jerzy Gorgoń
Jerzy Paweł Gorgoń (Zabrze, 18 de julho de 1949) é um ex-futebolista polonês. Ele competiu na Copa do Mundo FIFA de 1974, sediada na Alemanha, na qual a seleção de seu país terminou na terceira colocação dentre os 16 participantes.